# تزنزون دی پیاوه
تزنزون دی پیاوه (به ایتالیایی: Zenson di Piave) یک کومونه در ایتالیا است که در استان ترویزو واقع شده‌است. تزنزون دی پیاوه ۹٫۵ کیلومتر مربع مساحت و ۱٬۷۷۱ نفر جمعیت دارد.